# Mariano Pinho
Padre Mariano Pinho (Porto, 16 de Janeiro de 1894 — Recife, 10 de Julho de 1963) foi um sacerdote jesuíta e escritor português.

## Biografia
O seu nome completo era Mariano Monteiro Carvalho Pinho; o sacerdote jesuíta nasceu no dia 16 de Janeiro de 1894, no Porto.
Ingressou na Companhia de Jesus, em 1910, na Holanda, onde fez os seus estudos académicos, sendo ordenado sacerdote em 1926, na Áustria. A partir de 1929, residiu na Póvoa de Varzim, em Portugal, onde foi redactor da revista Mensageiro do Coração de Jesus e fundou a revista Cruzada.
Foi um homem muito culto e viajado, pois esteve exilado por duas vezes: a primeira vez, em vários países da Europa, na adolescência e juventude, por imposição da Primeira República, e a segunda vez, de 1946 até a morte, no Brasil. Foi um pregador notável. Foi director espiritual da Beata Alexandrina de Balazar de 1933 a 1942. Coube-lhe, em parte, desenvolver as inúmeras diligências que levaram o Papa Pio XII, em 1942, a efectuar a Consagração do mundo ao Imaculado Coração de Maria.
Em 1946 foi para o Brasil onde exerceu actividade docente nos colégios da Companhia de Jesus e na Faculdade de Filosofia da Universidade Católica.
Actualmente estão já em curso tentativas preliminares com vista a pedir a abertura do seu processo de beatificação e canonização.

## Obras
Sobre a Beata Alexandrina de Balazar
- Vítima da Eucaristia, com edição original no Brasil, várias em Portugal e edições em francês  e alemão;
- No Calvário de Balazar, com edição original em São Paulo, no Brasil, e edição portuguesa em 2005, em Braga ; está já traduzida para italiano (mas não publicada)}}

Sobre outros temas
Além de colaboração em revistas como a Brotéria, a Cruzada (que fundou) e outras (portuguesas mas também brasileiras), publicou em volume:
- Relatório da Cruzada Eucarística em Portugal, Porto, 1932
- Carta Magna da Acção Católica Portuguesa, Braga, 1939
- Regresso ao Lar, 1.ª ed., Porto, 1944; 2.ª ed., Baía, 1947
- «O Coração Imaculado de Maria à Luz de Fátima». , Baía, 1948 (mas com edição também em Portugal)